# Froncles
Froncles is een gemeente in het Franse departement Haute-Marne (regio Grand Est). De plaats maakt deel uit van het arrondissement Chaumont. Froncles telde op 1 januari 2022 1.375 inwoners.

## Geografie
De oppervlakte van Froncles bedroeg op 1 januari 2022 20,05 vierkante kilometer; de bevolkingsdichtheid was toen 68,6 inwoners per km².

## Demografie
Onderstaande figuur toont het verloop van het inwonertal (bron: INSEE-tellingen).